# Johannes Nefflen

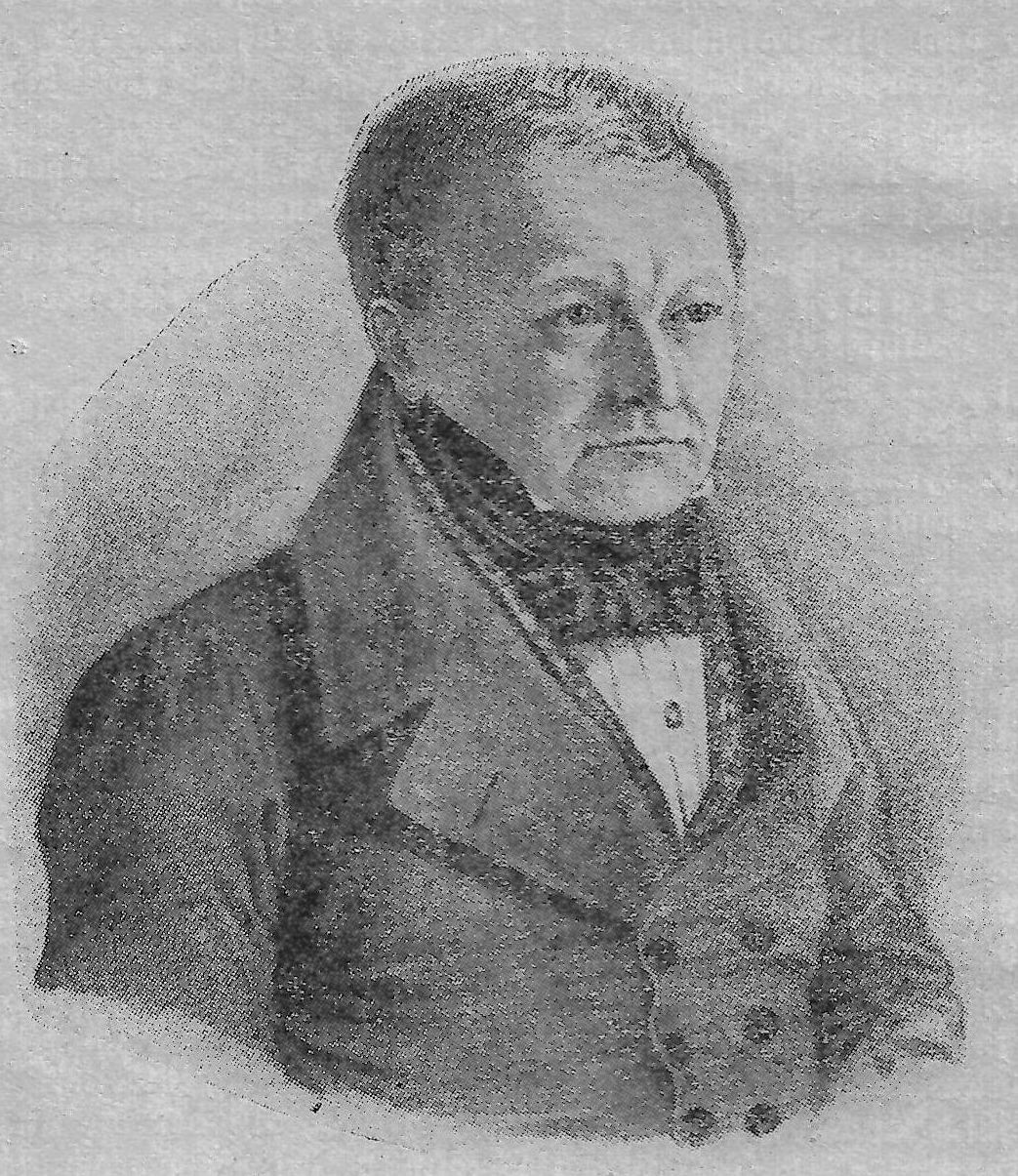
Johannes Nefflen

Johannes Nefflen (* 5. November 1789 in Oberstenfeld; † 6. Januar 1858 in Cumberland, Allegany County, Maryland) war ein deutscher Politiker, schwäbischer Schriftsteller und Satiriker, der in Theaterstücken Kritik an den gesellschaftlichen Zuständen im Königreich Württemberg übte.

## Leben
Johannes Nefflen wurde als Sohn eines Küfers in Oberstenfeld geboren. Nachdem der Vater früh gestorben war, heiratete die Mutter den Schulmeister Elsässer. Der junge Nefflen wurde im Rahmen seiner schulischen Ausbildung in höhere Lehranstalten nach  Esslingen am Neckar und Stuttgart geschickt.
Später absolvierte Nefflen eine Lehre als Schreiber und wurde 1815 Amtssubstitut in Murr und Pleidelsheim. 1821 setzte ihn die Regierung als Schultheiß in Pleidelsheim ein. 1836 gab Johannes Nefflen das Schultheißenamt auf und erwarb das Gasthaus Krone in Hessental bei Schwäbisch Hall. Von 1833 bis 1836 wirkte er auch als Delegierter in der württembergischen Abgeordnetenkammer. Wegen seiner politischen Ansichten wurde der nunmehrige Schriftsteller 1837 zur Festungshaft auf dem Hohenasperg bei Ludwigsburg verurteilt, wo er bis 1840 insgesamt 20 Monate absaß. Als seine Ehefrau 1842 starb, verkaufte Nefflen das Gasthaus Krone und das dazugehörige Gut in Hessental, zog nach Hall um und arbeitete dort als Redakteur des Wochen- und Intelligenzblattes. Nur ein Jahr später übernahm er ein Kommissionsgeschäft in Heilbronn. Als Gründer und Leiter des Demokratischen Vereins wurde Nefflen erneut verfolgt und floh 1848 nach Straßburg. Von dort aus emigrierte er in die Vereinigten Staaten zu seinem Sohn nach Cumberland, County Allegany/Maryland. Dort starb Nefflen am 6. Januar 1858 im Alter von 68 Jahren.
Johannes Nefflen gehört neben Gottlieb Friedrich Wagner und Friedrich Theodor Vischer zu den bedeutendsten württembergischen Satirikern des 19. Jahrhunderts.

## Veröffentlichungen (Auswahl)
- Der Vetter aus Schwaben. Schwabenbrauch und Schwabenstreich, aus dem Leben gegriffen, 1837 (digitale Fassung).
- Der Coburger Sechser. Eine höchst schauerliche Begebenheit des neunzehnten Jahrhunderts, 1840.
- Gedichte für das Volk, 1841.
- Der Orgelmacher aus Freudental in seiner guten Kameradschaft mit dem Vetter aus Schwaben, 1845 (Digitalisat).